# Effendi (titel)

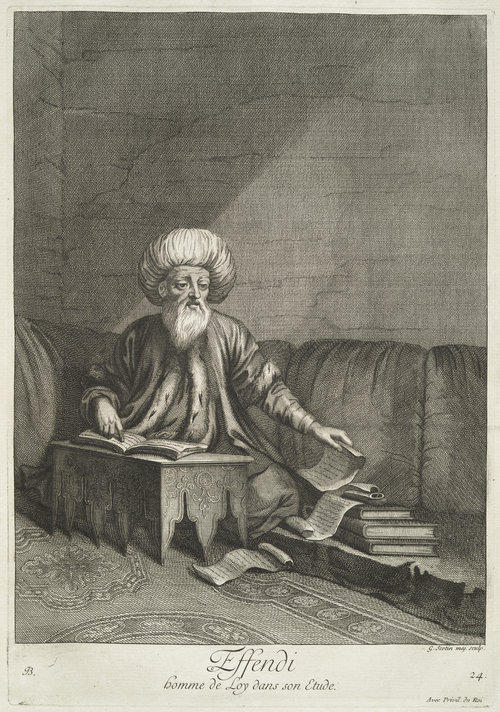
Een Ottomaanse effendi, door Jean-Baptiste Vanmour, 1707.

Effendi (Turks: efendi; Osmaans: افندی), afgeleid van het middeleeuwse Griekse woord αφέντης (afendis), was een adellijke titel die 'heer' of 'meester' betekent, en vooral in het Ottomaanse Rijk en de Byzantijnse Rijk werd gebruikt. De titel zelf is afgeleid van het middeleeuwse Griekse woord aphentes, dat weer is afgeleid van het Oudgriekse authentes, en eveneens 'heer' betekent.
Het is een titel van respect of hoffelijkheid, gelijk aan het Engelse woord Sir. Het volgt de persoonlijke naam en wordt over het algemeen gegeven aan leden met geleerde beroepen en aan overheidsfunctionarissen met hoge rangen, zoals bei of pasja. Ook kan het duiden op een bepaald ambt, zoals hekim efendi, hoofdgeneesheer van de sultan. Bedienden gebruikten de bezittelijk vorm efendim, dat zich laat vertalen als 'mijn meester'.
Na agha was effendi in het Ottomaanse tijdperk de meest voorkomende titel. De Republiek Turkije schaften het rond de jaren 30 van de 20e eeuw af.

## Grootgrondbezitters in Palestina
De term 'effendi' wordt ook gebruikt ter aanduiding van de Arabische grootgrondbezitters die na de val van het Ottomaanse Rijk hun gronden in het Britse Mandaatgebied Palestina verkochten aan zionistische organisaties van Joodse immigranten. Veelal werden daarbij uitgestrekte oppervlakten dorre, aride grond, vaak bewoond door arme Palestijnse pachters of fellahin (boeren, geiten- en schapenhoeders), tegen aanzienlijke prijzen verkocht aan het Joods Nationaal Fonds. De machtige, aristocratische landeigenaren woonden in grote luxe in de grote steden (Aleppo, Beiroet, Amman) in de naburige Arabische landen maar verwaarloosden hun land waar ze zelden of nooit aanwezig waren.